# Episodi di Marco e Star contro le forze del male (prima stagione)

I personaggi ricorrenti della prima stagione.

La  prima stagione di Marco e Star contro le forze del male è composta da 13 episodi, ed è suddivisa in 2 parti; il primo episodio è stato presentato in anteprima sul canale statunitense Disney Channel il 18 gennaio 2015, mentre le restanti 12 puntate vengono trasmesse su Disney XD dal 30 marzo al 21 settembre dello stesso anno.
In Italia è trasmessa dal 2 novembre al 24 dicembre 2015 su Disney XD, e in chiaro su Rai Gulp dal 15 aprile 2018.
| nº | Titolo originale                                | Titolo italiano                                         | Prima TV USA      | Prima TV Italia  |
| -- | ----------------------------------------------- | ------------------------------------------------------- | ----------------- | ---------------- |
| 1  | Star Comes to Earth                             | Star viene sulla Terra                                  | 18 gennaio 2015   | 2 novembre 2015  |
| 1  | Party with a Pony                               | I migliori amici                                        | 18 gennaio 2015   | 2 novembre 2015  |
| 2  | Match Maker                                     | Star agente matrimoniale                                | 30 marzo 2015     | 3 novembre 2015  |
| 2  | School Spirit                                   | Viva gli opossum!                                       | 30 marzo 2015     | 3 novembre 2015  |
| 3  | Monster Arm                                     | Il Braccio-Mostro                                       | 6 aprile 2015     | 4 novembre 2015  |
| 3  | The Other Exchange Student                      | L'altro studente di scambio                             | 6 aprile 2015     | 4 novembre 2015  |
| 4  | Cheer up Star                                   | Non ti abbattere, Star!                                 | 13 aprile 2015    | 5 novembre 2015  |
| 4  | Quest Buy                                       | Shopping da Quest Buy                                   | 13 aprile 2015    | 5 novembre 2015  |
| 5  | Diaz Family Vacation                            | Il regalo per l'anniversario                            | 20 aprile 2015    | 6 novembre 2015  |
| 5  | Brittney's Party                                | La festa di Brittney                                    | 20 aprile 2015    | 6 novembre 2015  |
| 6  | Mewberty                                        | Mewbertà                                                | 15 giugno 2015    | 9 novembre 2015  |
| 6  | Pixtopia                                        | Il mondo dei folletti                                   | 15 giugno 2015    | 9 novembre 2015  |
| 7  | Lobster Claws                                   | Chele d'aragosta: il mostro pasticcione                 | 22 giugno 2015    | 10 novembre 2015 |
| 7  | Sleep Spells                                    | Incantesimi nel sonno                                   | 22 giugno 2015    | 10 novembre 2015 |
| 8  | Blood Moon Ball                                 | Il ballo della luna di sangue                           | 20 luglio 2015    | 11 novembre 2015 |
| 8  | Fortune Cookies                                 | I biscotti della fortuna                                | 20 luglio 2015    | 11 novembre 2015 |
| 9  | Freeze Day                                      | La giornata del congelamento del tempo                  | 27 luglio 2015    | 12 novembre 2015 |
| 9  | Royal Pain                                      | Una festa reale                                         | 27 luglio 2015    | 12 novembre 2015 |
| 10 | St. Olga's Reform School for Wayward Princesses | Fuga dal riformatorio Sant'Olga per principesse ribelli | 10 agosto 2015    | 13 novembre 2015 |
| 11 | Mewnipendance Day                               | La grande battaglia                                     | 17 agosto 2015    | 18 novembre 2015 |
| 11 | The Banagic Incident                            | La banacchetta magica                                   | 17 agosto 2015    | 24 dicembre 2015 |
| 12 | Interdimensional Field Trip                     | Gita scolastica interdimensionale                       | 14 settembre 2015 | 16 novembre 2015 |
| 12 | Marco Grows a Beard                             | Marco e la barba magica                                 | 14 settembre 2015 | 16 novembre 2015 |
| 13 | Storm the Castle                                | Assalto al castello                                     | 21 settembre 2015 | 17 novembre 2015 |

## Star viene sulla Terra
- Titolo originale: Star Comes to Earth
- Diretto da: Mike Mullen
- Scritto da: Mike Mullen

### Trama
Star Butterfly, principessa ribelle della dimensione di Mewni, quando compie 14 anni riceve la bacchetta magica di famiglia. Tuttavia, dopo che lei dà accidentalmente fuoco al castello, i suoi genitori River e Moon decidono che un'opzione più sicura è quella di mandarla sulla Terra come studentessa straniera. Ospite della famiglia Diaz, diventa amica del figlio Marco, suo coetaneo. All'inizio Marco rimane intimidito dagli strani atteggiamenti di Star e dai suoi incantesimi combinaguai, arrivando ad impazzire e innervosirsi davanti a lei. Tuttavia, i due inizieranno a sostenersi a vicenda per combattere contro Ludo, criminale di Mewni smanioso di impadronirsi della bacchetta attraverso il suo esercito di mostri, e nascerà così una profonda amicizia.

## I migliori amici
- Titolo originale: Party with a Pony
- Diretto da: Mike Mullen
- Scritto da: Ian Wasseluk

### Trama
Star presenta a Marco la sua migliore amica: Testa di Pony, gelosa di Marco per il suo rapporto con Star. Nonostante il disaccordo tra i due, Star cerca di trascorrere insieme a loro una sfrenata serata di baldoria, seguiti però da una misteriosa figura che non li perde di vista. Testa di Pony rivelerà di essere in fuga dal padre,  intento a mandarla al Riformatorio Sant'Olga per principesse ribelli. Alla fine Testa di Pony decide di far pace con Marco e di farsi mandare al riformatorio, ma lascerà a Star le sue forbici dimensionali, oggetto in grado di aprire portali di altre dimensioni, elemento chiave per le avventure future.

## Star agente matrimoniale
- Titolo originale: Matchmaker
- Diretto da: Aaron Hammersley
- Scritto da: Aaron Hammersley, Daron Nefcy, Lane Lueras, e Dave Stone

### Trama
Star cerca di procurare un fidanzato alla sua insegnante, la signorina Skullnick, sperando di ottenere in cambio un bel voto. Le cose però prendono una brutta piega quando trasforma erroneamente l'insegnante in un troll. Mentre lei e Marco cercano una soluzione, Ludo e i suoi scagnozzi tornano nuovamente per rubare la bacchetta.

## Viva gli opossum!
- Titolo originale: School Spirit
- Diretto da: Aaron Hammersley
- Scritto da: Zeus Cervas e Aaron Hammersley

### Trama
Star fraintende una frase di Marco e crede che la squadra di football avversaria dei Warriors voglia veramente distruggere quella degli Opossums. Si prepara così a combattere usando ogni mezzo a disposizione, mandando la partita ed il campo allo sfacelo.

## Il Braccio-Mostro
- Titolo originale: Monster Arm
- Diretto da: Aaron Hammersley
- Scritto da: Aaron Hammersley e Bert Youn

### Trama
Cercando di rinsaldare il braccio fratturato di Marco, Star lo trasforma in un mostruoso e potente tentacolo parlante. Dopo un iniziale momento di terrore, Marco decide di sfruttarlo per battere l'odiato Jeremy in un incontro di Tang Su Do, finché non capirà di essere letteralmente controllato da esso. Alla fine della puntata Jeremy è squalificato, in quanto lottava con un tirapugni, Star riesce ad annullare al magia, e il braccio ritorna fratturato.

## L'altro studente di scambio
- Titolo originale: The Other Exchange Student
- Diretto da: Mike Mullen
- Scritto da: Carrie Liao

### Trama
Gustav, un ragazzo che dice di essere scandinavo, viene accolto a braccia aperte dai Diaz. Ma Star dubita subito di lui, un po' per gelosia e per una serie di assurdità che Gustav spara sulla Scandinavia. La principessa inizia allora a pedinarlo e scopre che è una bugia.

## Non ti abbattere, Star!
- Titolo originale: Cheer up Star
- Diretto da: Aaron Hammersley
- Scritto da: Carrie Liao, Aaron Hammersley e Dominic Bisignano

### Trama
Star e Marco sono bloccati in un capanno dall'esercito di Ludo. E mentre Marco cerca un modo per uscirne, racconta di come una volta rincuorò Star perché pur avendo lasciato il suo numero di telefono a un ragazzo, Oskar, lui non l'aveva chiamata.
- Guest star: Jon Heder

## Shopping da Quest Buy
- Titolo originale: Quest Buy
- Diretto da: Aaron Hammersley
- Scritto da: Dominic Bisignano

### Trama
La bacchetta magica di Star si sta scaricando. Star e Marco si recano allora nel magazzino Quest Buy per comprare un nuovo caricatore. Ma anche Ludo e i suoi seguaci sono al Quest Buy, e non si lasciano sfuggire l'occasione per cercare di mettere le mani sulla bacchetta.

## Il regalo per l'anniversario
- Titolo originale: Diaz Family Vacation
- Diretto da: Piero Piluso
- Scritto da: Zeus Cervas, Christopher Graham e Piero Piluso

### Trama
Come regalo per il loro anniversario, Star invita i Diaz e Marco su Mewni, ma deve fare attenzione perché suo padre non le ha dato il permesso di lasciare la Terra. Nemmeno a farlo apposta, mentre visitano un villaggio Star scorge suo padre.

## La festa di Brittney
- Titolo originale: Brittney's Party
- Diretto da: Mike Mullen
- Scritto da: Mike Mullen e Ian Wasseluk

### Trama
Star, anche se non invitata, si presenta alla festa di compleanno di Brittney, l'avara e arrogante ragazza più popolare della scuola, che si svolge a bordo di un bus. L'arrivo a sorpresa di Ludo e dei mostri costringerà Star a combatterli, ovviamente creando un grande scompiglio.

## Mewbertà
- Titolo originale: Mewberty
- Diretto da: Aaron Hammersley
- Scritto da: Aaron Hammersley e Dominic Bisignano

### Trama
Star comincia improvvisamente ad assumere uno strano atteggiamento, e il suo viso si riempie di cuoricini. Sta infatti attraversando la fase della mewbertà, cioè la pubertà su Mewni, che fortunatamente dura un solo giorno.
- Guest star: Jeffrey Tambor

## Il mondo dei folletti
- Titolo originale: Pixtopia
- Diretto da: Mike Mullen
- Scritto da: Christofer Graham, Mike Mullen e Carlos Ramos

### Trama
Dopo che Star, Marco, Alonso, e Ferguson fanno alcuni scherzi usando lo specchio magico di Star, devono recarsi nel mondo dei Folletti per pagare il servizio. Non potendo pagare, sono costretti a lavorare in una miniera.
- Guest star: Anna Camp e Danny Woodburn

## Chele d'aragosta: il mostro pasticcione
- Titolo originale: Lobster Claws
- Diretto da: Mike Mullen e Piero Piluso
- Scritto da: Scott O'Brien e Piero Piluso

### Trama
Ludo licenzia Chele d'aragosta, un mostro cattivo al suo servizio, perché troppo inetto. Marco, impietosito, lo trasforma in un mostro buono. Ma pur armato di buona volontà, Chele d'aragosta non fa che combinare disastri.

## Incantesimi nel sonno
- Titolo originale: Sleep Spells
- Diretto da: Mike Mullen
- Scritto da: Mike Mullen & Ian Wasseluk

### Trama
Star soffre di sonnambulismo, e mentre dorme si aggira per casa lanciando incantesimi. Marco, per aiutarla a guarire, si improvvisa psicologo e la sottopone a tutta una serie di test da cui scopre che Star è in conflitto con la madre. Successivamente però scopre che la magia notturna è in realtà una difesa subconscia contro Smooshy, una principessa goblin intenta a scambiare il suo viso con quello di Star per nascondersi dai suoi inseguitori, provenienti dal Riformatorio di Sant'Olga, in modo che prendano Star al posto suo.

## Il ballo della luna di sangue
- Titolo originale: Blood Moon Ball
- Diretto da: Aaron Hammersley
- Scritto da: Dominic Bisignano e Aaron Hammersley

### Trama
Tom, l'ex ragazzo di Star, arriva sulla Terra per invitarla a un ballo negli inferi che si tiene una volta ogni 667 anni, il Ballo della Luna di sangue. Tom afferma anche di essere cambiato e di non arrabbiarsi più, ma Marco non si fida e segue di nascosto la sua amica.

## I biscotti della fortuna
- Titolo originale: Fortune Cookies
- Diretto da: Mike Mullen
- Scritto da: Carrie Liao e Mike Mullen

### Trama
Per festeggiare un'altra vittoria contro Ludo e i suoi scagnozzi, Marco e Star vanno ad un ristorante cinese. Marco, per scherzo, riesce a convincere Star che i bigliettini all'interno dei biscotti della fortuna contengono delle vere profezie, così Star ne diventa ossessionata. Ludo nel frattempo arruola per sé l'infido Toffee, il quale propone il piano di sostituire i biscotti della fortuna di Star con altri i cui bigliettini la porteranno a consegnare loro la bacchetta. Pur andando molto vicino alla bacchetta, anche questo piano fallirà.
- Guest star: Michael C. Hall

## La giornata del congelamento del tempo
- Titolo originale: Freeze Day
- Diretto da: Mike Mullen
- Scritto da: Carrie Liao e Mike Mullen

### Trama
Star ha congelato il tempo con un incantesimo per fare una cortesia a Marco. Ma ora, non riuscendo a cancellare l'effetto, deve recarsi dal Padre del Tempo per far sì che tutto torni come prima e il tempo ricominci a scorrere.
- Guest star: Jim Gaffigan

## Una festa reale
- Titolo originale: Royal Pain
- Diretto da: Piero Piluso
- Scritto da: Piero Piluso e Ian Wasseluk

### Trama
Re River, il padre di Star, arriva inaspettatamente sulla Terra per far visita alla figlia. Dopo essere rimasto molto colpito da alcuni aspetti della vita terrestre, come il water e il mini golf, decide di rimanerci ancora a lungo, causando a sua insaputa guai tanto quanto sua figlia generalmente; decide poi di organizzare una gran festa a casa Diaz invitando re di altre dimensioni. Ma le cose degenerano, soprattutto dopo l'arrivo del sole senziente Helios.
- Guest star: Jamie Kennedy

## Fuga dal riformatorio Sant'Olga per principesse ribelli
- Titolo originale: St. Olga's Reform School for Wayward Princesses
- Diretto da: Piero Piluso
- Scritto da: Piero Piluso

### Trama
Quando Star chiama Testa di Pony per augurarle buon compleanno, scopre che è ancora prigioniera nel riformatorio Sant'Olga per principesse ribelli. Vincendo il panico, Star si precipita in quella lugubre fortezza e insieme a Marco incita alla rivolta le altre principesse che vi sono rinchiuse, salvando così la sua amica.
- Guest star: Jessica Walter e Jodi Benson

## La grande battaglia
- Titolo originale: Mewnipendance Day
- Diretto da: Aaron Hammersley
- Scritto da: Dominic Bisignano, Aaron Hammersley, Kyle Neswald, e Carder Scholin

### Trama
In occasione del trentasettesimo anniversario dell'indipendenza di Mewni, Star mette in scena la ricostruzione della grande battaglia tra mewniani e mostri, conclusasi con la sconfitta di quest’ultimi. Ludo e Toffee ne approfittano dell'occasione per mandare un loro scagnozzo, Buff Frog, a sostituirsi a un finto mostro e rubare la bacchetta magica. Il suo compito è prendere la bacchetta e trasferirla al castello tramite uno strumento manuale di teletrasporto. Tuttavia, Toffee, capendo che Buff Frog è l’unico dell’esercito a non fidarsi di lui, sabota lo strumento prima di darglielo, sfruttando il suo fallimento per poterlo scacciare.

## La banacchetta magica
- Titolo originale: The Banagic Incident
- Diretto da: Mike Mullen
- Scritto da: Dominic Bisignano, Nate Cash, Mike Mullen, Kyle Neswald e Carder Scholin

### Trama
Star si ossessiona ad un prodotto terrestre apparentemente magico, la Banachetta, ed esce per comprarlo. Mentre Marco è occupato nella sua classe di karate, l'ignoranza di Star per la cultura terrestre la mette nei guai.

## Gita scolastica interdimensionale
- Titolo originale: Interdimensional Field Trip
- Diretto da: Piero Piluso
- Scritto da: Piero Piluso e Ian Wasseluk

### Trama
Durante una gita scolastica, Star porta la sua classe in un'altra dimensione. Ma ben presto si trova in pericolo, e quando un mostro cattura gli studenti, Star e la signorina Skullnick devono allearsi per salvarli.

## Marco e la barba magica
- Titolo originale: Marco Grows a Beard
- Diretto da: Mike Mullen e Piero Piluso
- Scritto da: Tyler Chen

### Trama
Star usa la magia per far crescere la barba a Marco in modo che così possa far colpo su Jackie Lynn Thomas, la ragazza che le piace. Ma la barba cresce a dismisura, invadendo non solo il viso di Marco, ma tutta la casa. Dopo aver perso il controllo dell'incantesimo, Star perde anche la bacchetta. Ludo e i suoi scagnozzi si gettano quindi nella barba gigante per trovare la bacchetta prima di Star. Quest'ultima però ha la meglio, approfittando del fatto che Ludo non sopporti stare a contatto con la barba a causa di un trauma infantile che non gli fa tollerare il solletico. Toffee sfrutta il fallimento di Ludo per metterlo in cattiva luce davanti al suo esercito, il quale ora vota lui come leader; Toffee gli sottrae così il castello e gli scagnozzi.

## Assalto al castello
- Titolo originale: Storm the Castle
- Diretto da: Aaron Hammersle
- Scritto da: Dominic Bisignano, Christopher Graham, Aaron Hammersle, e Ian Wasseluk

### Trama
Toffee si è impadronito del castello e degli scagnozzi di Ludo, e rapisce Marco per attirare Star a sé. Star, pur di salvare l'amico (con cui aveva appena litigato), si allea con il nemico Ludo e Buff Frog. Solo così, infatti, Star può liberare Marco, mentre Ludo può rientrare in possesso del suo castello. Dopo aver raggiunto Toffee e sconfitto i suoi scagnozzi, Star scopre che Marco è rinchiuso in una grossa scatola di cristallo. Star cerca di liberarlo, ma invano, poiché il cristallo diventa sempre più resistente. Quando Toffee fa restringere sempre di più la scatola in cui è rinchiuso Marco, Star decide di consegnargli la bacchetta, a patto che liberi il suo amico. Tuttavia, Toffee rivela di non volere la bacchetta, a differenza di Ludo, ma vuole che questa venga distrutta. Questa azione è possibile tramite un incantesimo bisbigliato, il primo che Star imparò dalla madre. Lasciata senza altre opzioni, Star recita l'incantesimo: così facendo, il Millhorse, piccolo unicorno che dà potere alla bacchetta dal suo interno, muore, e poco dopo l'oggetto esplode in un enorme rilascio d'energia. L'esplosione causa la distruzione del castello e lascia ignoto il destino di Toffee. Star sopravvive poiché si era rifugiata nella scatola di cristallo in cui era rinchiuso Marco; Ludo, anch'egli vivo, giura vendetta su Star per aver distrutto sia la bacchetta che il suo castello, ma Star apre una dimensione oscura con le forbici dimensionali e lo getta dentro. Star osserva con Marco il punto dell'esplosione e piange per la perdita del tanto prezioso cimelio. In quel momento però sopraggiunge un nuovo Millhorse, e coi resti della bacchetta precedente ne genera una nuova, con la stella al mezzo spaccata a metà. Successivamente arrivano sul posto i re River e Moon con l'esercito di Mewni, convocati dai genitori di Marco. Moon, seppur arrabbiata, è felice che la figlia stia bene, e decide di dargli un'altra possibilità lasciandola ancora sulla Terra con Marco. I re però temono che il pezzo mancante della bacchetta, disperso per Mewni, possa ancora finire nelle mani sbagliate.